# قرض (فیلم ۱۹۱۷)
«قرض» (انگلیسی: The Debt (1917 film)) یک فیلم به کارگردانی فرانک پاول است که در سال ۱۹۱۷ منتشر شد. از بازیگران آن می‌توان به مارجوری رامبئو و اگنس ایرز اشاره کرد.